# 黃尾翼甲鯰
黃尾翼甲鯰，為輻鰭魚綱鯰形目甲鯰科的其中一種，為熱帶淡水魚，分布於南美洲Marañon與烏卡亞利河流域，體長可達27.5公分，棲息在底層水域，生活習性不明，可做為觀賞魚。

## 扩展阅读
維基物種上的相關：黃尾翼甲鯰